# عبد الله سي
عبد الله سي (بالفرنسية: Abdoulaye Sy)‏ أو ببساطة عبدو سي (بالفرنسية: Abdou Sy)‏ هو لاعب كرة قدم موريتاني دولي (من مواليد 20 ديسمبر 1996). ينشط حالياً كلاعب وسط في صفوف نادي نواذيبو المنافس ضمن مصاف أندية الدوري الموريتاني الممتاز.

## المسيرة الاحترافية
يلعب عبدو سي منذ يناير 2018 في صفوف نادي نواذيبو بعدما انضم له قادماً من تجربة احترافية مع نادي اتحاد بسكرة الجزائري استمرت لأقلّ من ستة أشهر ولم تُكلّل بالنجاح، ففي أواخر ديسمبر 2017 تسرّبت معلومات عن خلافات بين اللاعب وزميله الموريتاني بوبكر بيجيلي مع النادي الجزائري بسبب تأخّر مستحقات مالية للاعبيْن، وذلك بعد أيام من نشوب خلاف بين سي ومدربه جعل الأخير يُعاقبه بالاستبعاد من الفريق، ولم تمضِ أيام حتى أعلن الطرف الجزائري فسخ عقد اللاعبيْن بالتراضي، وذلك لأسباب فنية بحتة (حسبما جاء في صيغة بيان النادي)، نافياً –أي النادي– حدوث خلاف شخصي مع اللاعبيْن، أو أن يكون قد منع مستحقات لهما.